# Acapella (bài hát của Karmin)
"Acapella" là một bài hát của bộ đôi người Mỹ Karmin. Bài hát được Epic Records phát hành vào 9 tháng 7 năm 2013 dưới dạng đĩa đơn rút từ album đầu tay Pulses (2013) của Karmin. Ca khúc được sáng tác bởi hai thành viên của nhóm là Amy Heidemann và Nick Noonan, ngoài ra còn có Sam Hollander và thủ lĩnh nhóm Boys Like Girls là Martin Johnson (nhà sản xuất duy nhất).

## Trình diễn
Karmin lần đầu tiên trình diễn trực tiếp bài hát trong một bữa tiệc của Ryan Seacrest vào cuối tháng 6 năm 2013. Ngày 10 tháng 7 năm 2013, bộ đôi này đã biểu diễn bài hát trên chương trình Jimmy Kimmel Live!, cùng với một số bài hát khác được giới thiệu trong album đầu tay, Pulkes. Cả hai cũng biểu diễn bài hát trong 2nd Indenosian Choice Awards.

## Thành phần
- Sáng tác - Amy Heidemann, Nick Noonan, Sam Hollander, Martin Johnson
- Sản xuất - Martin Johnson, bổ sung bởi Kyle Moorman và Brandon Paddock
- Trộn - Serban Ghenea
- Kỹ thuật - Kyle Moorman, Brandon Paddock

## Vị trí trên bảng xếp hạng
| Bảng xếp hạng (2013)            | Vị trí cao nhất |
| ------------------------------- | --------------- |
| Úc (ARIA)                       | 4               |
| Canada (Canadian Hot 100)       | 64              |
| New Zealand (Recorded Music NZ) | 9               |
| Hoa Kỳ Billboard Hot 100        | 72              |
| Hoa Kỳ Pop Airplay (Billboard)  | 34              |

### Xếp hạng cuối năm
| Bảng xếp hạng (2013) | Vị trí |
| -------------------- | ------ |
| Australia            | 33     |

## Chứng nhận
| Quốc gia                                                                           | Chứng nhận  | Số đơn vị/doanh số chứng nhận |
| ---------------------------------------------------------------------------------- | ----------- | ----------------------------- |
| Úc (ARIA)                                                                          | 3× Bạch kim | 210.000^                      |
| Canada (Music Canada)                                                              | Vàng        | 40,000^                       |
| New Zealand (RMNZ)                                                                 | Vàng        | 7,500*                        |
| Hoa Kỳ (RIAA)                                                                      | Vàng        | 500,000*                      |
| * Chứng nhận dựa theo doanh số tiêu thụ. ^ Chứng nhận dựa theo doanh số nhập hàng. |             |                               |